# Tomás Aguirre
Pour les articles homonymes, voir Aguirre.
Aguirre  Garza est un nom espagnol. Le premier nom de famille, en général paternel, est Aguirre ; le second, en général maternel, souvent omis, est Garza.
Tomás Aguirre Garza, né le 23 octobre 2001, est un coureur cycliste mexicain. Durant sa carrière, il participe à des compétitions sur route et sur piste. 

## Biographie
Tomás Aguirre est originaire de Monterrey, une localité mexicaine située dans l'État de Nuevo León. Bon pistard, son palmarès compte plusieurs titres de champion national. Il a également représenté son pays natal lors de divers événements internationaux. Spécialisé dans la poursuite par équipes, il termine troisième d'une épreuve de la Coupe des Nations à Cali en 2021, sous les couleurs du Mexique,. Il est par ailleurs médaillé aux championnats panaméricains de 2021 et 2022, ou encore aux Jeux d'Amérique centrale et des Caraïbes de 2023.

## Palmarès sur piste

### Coupe des Nations
- 2021
  - 3e de la poursuite par équipes à Cali

### Championnats panaméricains
- Lima 2021
  -  Médaillé d'argent de la poursuite par équipes
- Lima 2022
  -  Médaillé de bronze de la poursuite par équipes

### Jeux d'Amérique centrale et de la Caraïbe
- San Salvador 2023
  -  Médaillé d'argent de la poursuite par équipes

### Championnats nationaux
- 2020
  -  Champion du Mexique de poursuite par équipes (avec Ulises Castillo, Edibaldo Maldonado et Ricardo Carreón)
- 2021
  -  Champion du Mexique de poursuite par équipes (avec Ignacio Sarabia, José Alfredo Aguirre et Ricardo Carreón)
  - 2e du championnat du Mexique de poursuite
  - 2e du championnat du Mexique du scratch
  - 3e du championnat du Mexique de l'élimination
- 2022
  -  Champion du Mexique de poursuite individuelle[3]
- 2023
  -  Champion du Mexique de course aux points
  -  Champion du Mexique de l'omnium
  - 3e du championnat du Mexique de l'américaine

## Palmarès sur route

### Par année
- 2018
  - 2e du championnat du Mexique du contre-la-montre juniors
  - 2e de Martigny-Mauvoisin juniors
- 2020
  -  Champion du Mexique du contre-la-montre espoirs
- 2021
  - 3e du championnat du Mexique sur route espoirs
- 2022
  - 6e et 9e étapes de la Vuelta a Nuevo León
  - Prologue de la Vuelta de la Juventud Mexicana
  - 2e de la Vuelta a Nuevo León
- 2023
  - 1re et 3e étapes de la Vuelta Rogelio Bikes
  - Vuelta a Nuevo León :
    - Classement général
    - 2e, 4e (contre-la-montre), 5e et 9e étapes
- 2025
  - 2e étape de la Vuelta Delicias

### Classements mondiaux
| Année                                 | 2021  |
| ------------------------------------- | ----- |
| Classement mondial                    | 2123e |
| UCI America Tour                      | 354e  |
|                                       |       |
| Légende : nc = non classéSource : UCI |       |